# Кохання та дружба (фільм)
«Кохання та дружба» (англ. Love & Friendship) — міжнародно-спродюсований історичний фільм-мелодрама, знятий Вітом Стіллманом за епістолярним романом «Леді Сьюзен» Джейн Остін. Світова прем'єра стрічки відбулась 23 січня 2016 року на Санденському кінофестивалі, а в Україні — 8 вересня 2016 року. Фільм розповідає про молоду вдову леді Сьюзен Вернон, яка вирішує підшукати собі багатого чоловіка.

## У ролях
- Кейт Бекінсейл — леді Сьюзен Вернон
- Хлоя Севіньї — Алісія Джонсон
- Ксав'єр Семюель — Реджинальд де Курсі
- Стівен Фрай — містер Джонсон
- Емма Грінвелл — Кетрін Вернон

## Виробництво
Зйомки фільму почались 2 лютого 2015 року в Дубліні.

## Критика
Фільм отримав позитивні відгуки від критиків. На вебсайті Rotten Tomatoes стрічка має рейтинг 99 % за підсумком 151 рецензії критиків, а її середній бал становить 8.3/10. На Metacritic фільм отримав 87 балів зі 100 на основі 36 рецензій, що вважається «загальним схваленням».

## Нагороди та номінації
| Список нагород та номінацій              | Список нагород та номінацій | Список нагород та номінацій    | Список нагород та номінацій | Список нагород та номінацій | Список нагород та номінацій |
| Кінопремія                               | Дата церемонії              | Категорія                      | Номінант(и)                 | Результат                   | Дж                          |
| ---------------------------------------- | --------------------------- | ------------------------------ | --------------------------- | --------------------------- | --------------------------- |
| Асоціація кінокритиків Остіна            | 28 грудня 2016              | Найкращий адаптований сценарій | Віт Стіллман                | Номінація                   | [ 7 ] [ 8 ]                 |
| Кінопремія «Готем»                       | 28 листопада 2016           | Найкраща акторка               | Кейт Бекінсейл              | Номінація                   | [ 9 ] [ 10 ]                |
| Кінопремія «Готем»                       | 28 листопада 2016           | Найкращий сценарій             | Віт Стіллман                | Перемога                    | [ 9 ] [ 10 ]                |
| Роттердамський міжнародний кінофестиваль | 7 лютого 2016               | Нагорода «Big Screen»          | «Кохання та дружба»         | Номінація                   |                             |
| Сіетлський міжнародний кінофестиваль     | 12 червня 2016              | Найкраща акторка               | Кейт Бекінсейл              | Номінація                   |                             |